# یوتاکا ناکامورا
یوتاکا ناکامورا (انگلیسی: Yutaka Nakamura؛ زادهٔ ۲۲ دسامبر ۱۹۶۷) پویانما اهل ژاپن است.